# Howard W. Hunter
Howard William Hunter (Boise, Idaho, 14 de Novembro de 1907 — Salt Lake City, Utah, 3 de Março de 1995), foi um religioso estadunidense, décimo quarto presidente de A Igreja de Jesus Cristo dos Santos dos Últimos Dias.
Foi o primeiro presidente de A Igreja de Jesus Cristo dos Santos dos Últimos Dias nascido no século XX. Presidiu a Igreja por nove meses, até sua morte, o período mais curto de presidência da história da Igreja.